# Estland i Eurovision Song Contest
Estland har deltaget 18 gange i Eurovision Song Contest siden deres debut i 1994. De debuterede faktisk allerede i 1993, men kvalificerede sig ikke fra den østeuropæiske semifinale.
Fra 1996 til 2002 opnåede Estland generelt gode placeringer. I 2001 vandt de med Tanel Padar og Dave Bentons sang "Everybody", og Eurovision Song Contest 2002 blev derfor afholdt i Estlands hovedstad Tallinn.
Mellem 2004 og 2008 lykkedes det ikke for Estland at komme videre fra semifinalerne, men dette ændrede sig i 2009, hvor Urban Symphony kvalificerede sig til finalen med sangen "Rändajad", hvor de opnåede en sjetteplads. Siden har Estland været i finalen i 2011, 2012, 2013 og 2015. Estland kvalificerede sig ikke i 2014 og 2016 i Danmark og Sverige

## Repræsentanter
Nøgle
     Vinder
     Anden plads
     Tredje plads
     Sidste plads
     Deltager valgt, men konkurrerede ikke
| År                 | Kunstner                     | Sang                                                 | Sprog                | Oversættelse                                 | Finale             | Point              | Semi               | Point              |
| ------------------ | ---------------------------- | ---------------------------------------------------- | -------------------- | -------------------------------------------- | ------------------ | ------------------ | ------------------ | ------------------ |
| 1993               | Janika Sillamaa              | "Muretut meelt ja südametuld"                        | Estisk               | Sorgløshed og hjerteflammer                  | Ikke kvalificeret  | Ikke kvalificeret  | 5                  | 47                 |
| 1994               | Silvi Vrait                  | "Nagu merelaine"                                     | Estisk               | Som en bølge på havet                        | 24                 | 2                  | Ingen semifinaler  | Ingen semifinaler  |
| Deltog ikke i 1995 |                              |                                                      |                      |                                              |                    |                    |                    |                    |
| 1996               | Maarja-Liis Ilus & Ivo Linna | "Kaelakee hääl"                                      | Estisk               | Væk hjemmefra                                | 5                  | 94                 | 5                  | 106                |
| 1997               | Maarja-Liis Ilus             | "Keelatud maa"                                       | Estisk               | Forbudt land                                 | 8                  | 82                 | Ingen semifinaler  | Ingen semifinaler  |
| 1998               | Koit Toome                   | "Mere lapsed"                                        | Estisk               | Havets børn                                  | 12                 | 36                 | Ingen semifinaler  | Ingen semifinaler  |
| 1999               | Evelin Samuel & Camille      | "Diamond of Night"                                   | Engelsk              | Nattens diamant                              | 6                  | 90                 | Ingen semifinaler  | Ingen semifinaler  |
| 2000               | Ines                         | "Once in a Lifetime"                                 | Engelsk              | En gang i livet                              | 4                  | 98                 | Ingen semifinaler  | Ingen semifinaler  |
| 2001               | Tanel Padar/Dave Benton/2XL  | "Everybody"                                          | Engelsk              | Alle sammen                                  | 1                  | 198                | Ingen semifinaler  | Ingen semifinaler  |
| 2002               | Sahlene                      | "Runaway"                                            | Engelsk              | Bortløben                                    | 3                  | 111                | Ingen semifinaler  | Ingen semifinaler  |
| 2003               | Ruffus                       | "Eighties Coming Back"                               | Engelsk              | Firserne kommer tilbage                      | 21                 | 14                 | Ingen semifinaler  | Ingen semifinaler  |
| 2004               | Neiokõsõ                     | "Tii"                                                | Võro                 | Vej                                          | Ikke kvalificeret  | Ikke kvalificeret  | 11                 | 57                 |
| 2005               | Suntribe                     | "Let's Get Loud"                                     | Engelsk              | Lad os lave larm                             | Ikke kvalificeret  | Ikke kvalificeret  | 20                 | 31                 |
| 2006               | Sandra Oxenryd               | "Through My Window"                                  | Engelsk              | Igennem mit vindue                           | Ikke kvalificeret  | Ikke kvalificeret  | 18                 | 28                 |
| 2007               | Gerli Padar                  | "Partners in Crime"                                  | Engelsk              | Partnere i kriminalitet                      | Ikke kvalificeret  | Ikke kvalificeret  | 22                 | 33                 |
| 2008               | Kreisiraadio                 | "Leto svet" (Лето свет)                              | Serbisk, tysk, finsk | Sommerlys                                    | Ikke kvalificeret  | Ikke kvalificeret  | 18                 | 8                  |
| 2009               | Urban Symphony               | "Rändajad"                                           | Estisk               | Nomader                                      | 6                  | 129                | 3                  | 115                |
| 2010               | Malcolm Lincoln & Manpower 4 | "Siren"                                              | Engelsk              | Sirene                                       | Ikke kvalificeret  | Ikke kvalificeret  | 14                 | 39                 |
| 2011               | Getter Jaani                 | "Rockefeller Street"                                 | Engelsk              | Rockefellergade                              | 24                 | 44                 | 9                  | 60                 |
| 2012               | Ott Lepland                  | "Kuula"                                              | Estisk               | Lyt                                          | 6                  | 120                | 4                  | 100                |
| 2013               | Birgit Õigemeel              | "Et uus saaks alguse"                                | Estisk               | En ny begyndelse                             | 20                 | 19                 | 10                 | 52                 |
| 2014               | Tanja                        | "Amazing"                                            | Engelsk              | Fantastisk                                   | Ikke kvalificeret  | Ikke kvalificeret  | 12                 | 36                 |
| 2015               | Elina Born & Stig Rästa      | "Goodbye to Yesterday"                               | Engelsk              | Farvel til i går                             | 7                  | 106                | 3                  | 105                |
| 2016               | Jüri Pootsmann               | "Play"                                               | Engelsk              | Spil                                         | Ikke kvalificeret  | Ikke kvalificeret  | 18                 | 24                 |
| 2017               | Koit Toome & Laura           | "Verona"                                             | Engelsk              | —                                            | Ikke kvalificeret  | Ikke kvalificeret  | 14                 | 85                 |
| 2018               | Elina Nechayeva              | "La forza"                                           | Italiensk            | Styrken                                      | 8                  | 245                | 5                  | 201                |
| 2019               | Victor Crone                 | "Storm"                                              | Engelsk              | Storm                                        | 20                 | 77                 | 4                  | 198                |
| 2020               | Uku Suviste                  | "What Love Is"                                       | Engelsk              | Hvad kærlighed er                            | Konkurrence aflyst | Konkurrence aflyst | Konkurrence aflyst | Konkurrence aflyst |
| 2021               | Uku Suviste                  | "The Lucky One"                                      | Engelsk              | Den heldige                                  | Ikke kvalificeret  | Ikke kvalificeret  | 13                 | 58                 |
| 2022               | Stefan                       | "Hope"                                               | Engelsk              | Håb                                          | 13                 | 141                | 5                  | 209                |
| 2023               | ALIKA                        | "Bridges"                                            | Engelsk              | Broer                                        | 8                  | 168                | 10                 | 74                 |
| 2024               | 5Miinust & Puuluup           | "(Nendest) narkootikumidest ei tea me (küll) midagi" | Estisk               | Vi ved (endnu) ikke noget om (disse) stoffer | 20                 | 37                 | 6                  | 79                 |
| 2025               | Tommy Cash                   | "Espresso Macchiato"                                 | Engelsk. italiensk   | —                                            | 3                  | 356                | 5                  | 113                |

## Pointstatistik (1994-2025)

### Flest point til og fra - top 5
NB: Kun point givet i finalerne er talt med.
| Estland har givet flest point til | Estland har givet flest point til | Estland har givet flest point til |
| Placering                         | Land                              | Point                             |
| --------------------------------- | --------------------------------- | --------------------------------- |
| 1                                 | Sverige                           | 253                               |
| 2                                 | Rusland                           | 187                               |
| 3                                 | Finland                           | 161                               |
| 4                                 | Ukraine                           | 130                               |
| 5                                 | Norge                             | 116                               |

| Estland har modtaget flest point fra | Estland har modtaget flest point fra | Estland har modtaget flest point fra |
| Placering                            | Land                                 | Point                                |
| ------------------------------------ | ------------------------------------ | ------------------------------------ |
| 1                                    | Letland                              | 156                                  |
| 2                                    | Finland                              | 142                                  |
| 3                                    | Litauen                              | 113                                  |
| 4                                    | Sverige                              | 101                                  |
| 5                                    | Storbritannien                       | 81                                   |

### 12 point til og fra
NB: Kun 12 point givet i finalerne siden er talt med.
| Estland har modtaget 12 point fra | Estland har modtaget 12 point fra                                                       | Estland har modtaget 12 point fra           |
| År                                | Jury                                                                                    | Televoting                                  |
| --------------------------------- | --------------------------------------------------------------------------------------- | ------------------------------------------- |
| 1996                              | Finland, Island, Sverige                                                                | Ingen separat televoting                    |
| 1997                              | Italien                                                                                 | Ingen separat televoting                    |
| 1998                              | Finland                                                                                 | Ingen separat televoting                    |
| 2001                              | Grækenland, Holland, Letland, Litauen, Malta, Polen, Slovenien, Tyrkiet, Storbritannien | Ingen separat televoting                    |
| 2002                              | Letland, Sverige                                                                        | Ingen separat televoting                    |
| 2009                              | Finland, Slovakiet                                                                      | Ingen separat televoting                    |
| 2018                              | Moldova, Nordmakedonien, Portugal                                                       | Finland, Litauen                            |
| 2022                              | Modtog ikke 12 point                                                                    | Armenien                                    |
| 2023                              | Letland                                                                                 | Modtog ikke 12 point                        |
| 2024                              | Modtog ikke 12 point                                                                    | Letland                                     |
| 2025                              | Modtog ikke 12 point                                                                    | Armenien, Kroatien, Letland, Malta, Serbien |

| Estland har givet 12 point til | Estland har givet 12 point til | Estland har givet 12 point til |
| År                             | Jury                           | Televoting                     |
| ------------------------------ | ------------------------------ | ------------------------------ |
| 1994                           | Polen                          | Ingen separat televoting       |
| 1996                           | Irland                         | Ingen separat televoting       |
| 1997                           | Frankrig                       | Ingen separat televoting       |
| 1998                           | Sverige                        | Ingen separat televoting       |
| 1999                           | Sverige                        | Ingen separat televoting       |
| 2000                           | Letland                        | Ingen separat televoting       |
| 2001                           | Danmark                        | Ingen separat televoting       |
| 2002                           | Letland                        | Ingen separat televoting       |
| 2003                           | Rusland                        | Ingen separat televoting       |
| 2004                           | Ukraine                        | Ingen separat televoting       |
| 2005                           | Schweiz                        | Ingen separat televoting       |
| 2006                           | Finland                        | Ingen separat televoting       |
| 2007                           | Rusland                        | Ingen separat televoting       |
| 2008                           | Rusland                        | Ingen separat televoting       |
| 2009                           | Norge                          | Ingen separat televoting       |
| 2010                           | Tyskland                       | Ingen separat televoting       |
| 2011                           | Sverige                        | Ingen separat televoting       |
| 2012                           | Sverige                        | Ingen separat televoting       |
| 2013                           | Rusland                        | Ingen separat televoting       |
| 2014                           | Holland                        | Ingen separat televoting       |
| 2015                           | Rusland                        | Ingen separat televoting       |
| 2016                           | Sverige                        | Rusland                        |
| 2017                           | Bulgarien                      | Belgien                        |
| 2018                           | Østrig                         | Litauen                        |
| 2019                           | Sverige                        | Rusland                        |
| 2021                           | Schweiz                        | Finland                        |
| 2022                           | Sverige                        | Ukraine                        |
| 2023                           | Sverige                        | Finland                        |
| 2024                           | Schweiz                        | Ukraine                        |
| 2025                           | Schweiz                        | Sverige                        |

### Flest point til og fra - alle lande
NB: Kun point givet i finalerne er talt med.
| Estland har givet point til | Estland har givet point til | Estland har givet point til |
| Placering                   | Land                        | Point                       |
| --------------------------- | --------------------------- | --------------------------- |
| 1                           | Sverige                     | 253                         |
| 2                           | Rusland                     | 187                         |
| 3                           | Finland                     | 161                         |
| 4                           | Ukraine                     | 130                         |
| 5                           | Norge                       | 116                         |
| 6                           | Letland                     | 103                         |
| 7                           | Frankrig                    | 85                          |
| =                           | Litauen                     | 85                          |
| 9                           | Danmark                     | 81                          |
| 10                          | Schweiz                     | 75                          |
| 11                          | Island                      | 72                          |
| 12                          | Italien                     | 70                          |
| 13                          | Storbritannien              | 67                          |
| 14                          | Holland                     | 61                          |
| 15                          | Tyskland                    | 57                          |
| 16                          | Østrig                      | 56                          |
| 17                          | Belgien                     | 52                          |
| 18                          | Australien                  | 50                          |
| 19                          | Ungarn                      | 47                          |
| 20                          | Irland                      | 46                          |
| 21                          | Malta                       | 41                          |
| 22                          | Portugal                    | 36                          |
| 23                          | Israel                      | 34                          |
| 24                          | Bulgarien                   | 33                          |
| 25                          | Kroatien                    | 32                          |
| 26                          | Cypern                      | 31                          |
| 27                          | Polen                       | 25                          |
| 28                          | Aserbajdsjan                | 24                          |
| 29                          | Georgien                    | 22                          |
| 30                          | Slovenien                   | 19                          |
| 31                          | Grækenland                  | 18                          |
| 32                          | Moldova                     | 17                          |
| 33                          | Spanien                     | 16                          |
| 34                          | Tjekkiet                    | 13                          |
| 35                          | Tyrkiet                     | 12                          |
| 36                          | Rumænien                    | 11                          |
| 37                          | Hviderusland                | 10                          |
| 38                          | Armenien                    | 8                           |
| 39                          | Serbien                     | 4                           |
| 40                          | Albanien                    | 1                           |
| =                           | Serbien og Montenegro       | 1                           |
| 42                          | Andorra                     | 0                           |
| =                           | Bosnien-Hercegovina         | 0                           |
| =                           | Jugoslavien                 | 0                           |
| =                           | Luxembourg                  | 0                           |
| =                           | Nordmakedonien              | 0                           |
| =                           | Marokko                     | 0                           |
| =                           | Monaco                      | 0                           |
| =                           | Montenegro                  | 0                           |
| =                           | San Marino                  | 0                           |
| =                           | Slovakiet                   | 0                           |

| Estland har modtaget point fra | Estland har modtaget point fra | Estland har modtaget point fra |
| Placering                      | Land                           | Point                          |
| ------------------------------ | ------------------------------ | ------------------------------ |
| 1                              | Letland                        | 156                            |
| 2                              | Finland                        | 142                            |
| 3                              | Litauen                        | 113                            |
| 4                              | Sverige                        | 101                            |
| 5                              | Storbritannien                 | 81                             |
| 6                              | Irland                         | 79                             |
| 7                              | Island                         | 73                             |
| =                              | Polen                          | 73                             |
| 9                              | Danmark                        | 71                             |
| 10                             | Slovenien                      | 69                             |
| 11                             | Holland                        | 58                             |
| 12                             | Tyskland                       | 55                             |
| 13                             | Israel                         | 54                             |
| =                              | Italien                        | 54                             |
| =                              | Norge                          | 54                             |
| 16                             | Malta                          | 51                             |
| 17                             | Moldova                        | 47                             |
| =                              | Portugal                       | 47                             |
| 19                             | Kroatien                       | 46                             |
| 20                             | Spanien                        | 45                             |
| 21                             | Serbien                        | 42                             |
| 22                             | Rusland                        | 41                             |
| =                              | Østrig                         | 41                             |
| 24                             | Frankrig                       | 38                             |
| 25                             | Grækenland                     | 34                             |
| 26                             | Ukraine                        | 32                             |
| 27                             | Armenien                       | 31                             |
| =                              | Cypern                         | 31                             |
| =                              | Georgien                       | 31                             |
| 30                             | Slovakiet                      | 30                             |
| 31                             | Australien                     | 29                             |
| =                              | San Marino                     | 29                             |
| 32                             | Aserbajdsjan                   | 27                             |
| =                              | Schweiz                        | 27                             |
| =                              | Tjekkiet                       | 27                             |
| 35                             | Albanien                       | 26                             |
| =                              | Belgien                        | 26                             |
| 37                             | Rumænien                       | 25                             |
| 38                             | Nordmakedonien                 | 23                             |
| 39                             | Tyrkiet                        | 22                             |
| 40                             | Ungarn                         | 21                             |
| 41                             | Montenegro                     | 19                             |
| 42                             | Bosnien-Hercegovina            | 18                             |
| 43                             | Hviderusland                   | 15                             |
| 44                             | Luxembourg                     | 8                              |
| 45                             | Bulgarien                      | 2                              |
| 46                             | Andorra                        | 0                              |
| =                              | Jugoslavien                    | 0                              |
| =                              | Marokko                        | 0                              |
| =                              | Monaco                         | 0                              |
| =                              | Serbien og Montenegro          | 0                              |

## Vært
| År   | By      | Scene         | Værter                       |
| ---- | ------- | ------------- | ---------------------------- |
| 2002 | Tallinn | Saku Suurhall | Anneli Peebo & Marko Matvere |

## Kommentatorer og jurytalsmænd
| År   | Kommentator                              | Jurytalsmand             |
| ---- | ---------------------------------------- | ------------------------ |
| 1994 | Vello Rand                               | Urve Tiidus              |
| 1995 | Jüri Pihel                               | Deltog ikke              |
| 1996 | Jüri Pihel                               | Annika Talvik            |
| 1997 | Jüri Pihel                               | Helene Tedre             |
| 1998 | Reet Linna                               | Urve Tiidus              |
| 1999 | Marko Reikop                             | Mart Sander              |
| 2000 | Marko Reikop                             | Evelin Samuel            |
| 2001 | Marko Reikop                             | Ilo-Mai Küttim (Elektra) |
| 2002 | Marko Reikop                             | Ilo-Mai Küttim (Elektra) |
| 2003 | Marko Reikop                             | Ines                     |
| 2004 | Marko Reikop                             | Maarja-Liis Ilus         |
| 2005 | Marko Reikop                             | Maarja-Liis Ilus         |
| 2006 | Marko Reikop                             | Evelin Samuel            |
| 2007 | Marko Reikop                             | Laura Põldvere           |
| 2008 | Marko Reikop                             | Sahlene                  |
| 2009 | Marko Reikop (Alle) Olav Osolin (Finale) | Laura Põldvere           |
| 2010 | Marko Reikop (Alle) Sven Lõhmus (Finale) | Rolf Roosalu             |
| 2011 | Marko Reikop                             | Piret Järvis             |
| 2012 | Marko Reikop                             | Getter Jaani             |
| 2013 | Marko Reikop                             | Rolf Roosalu             |
| 2014 | Marko Reikop                             | Lauri Pihlap             |
| 2015 | Marko Reikop                             | Tanja                    |
| 2016 | Marko Reikop                             | Daniel Levi Viinalass    |
| 2017 | Marko Reikop                             | Jüri Pootsmann           |
| 2018 | Marko Reikop                             | Ott Evestus              |
| 2019 | Marko Reikop                             | Kelly Sildaru            |
| 2021 | Marko Reikop                             | Sissi Benita             |
| 2022 | Marko Reikop                             | Tanel Padar              |
| 2023 | Marko Reikop                             | Ragnar Klavan            |
| 2024 | Marko Reikop                             | Birgit Sarrap            |
| 2025 | Marko Reikop                             | Kristjan Jakobson        |

## Galleri
- Gerli Padar i Helsinki (2007)
- Kreisiraadio i Beograd (2008)
- Tommy Cash i Basel (2025)